# MOST-Bus
Der MOST-Bus (MOST = Media Oriented Systems Transport) ist ein serielles Bussystem zur Übertragung von Audio- und Video-, Sprach- und Datensignalen über Lichtwellenleiter (MOST25, MOST50, MOST150) oder über elektrische Leiter (MOST50). Physisch betrachtet handelt es sich bei MOST immer um eine Ringtopologie.
MOST wird für Multimediaanwendungen im Auto verwendet und basiert auf synchroner Datenkommunikation.
Die MOST-Technologie kommt in fast allen großen Automarken dieser Welt zum Einsatz, wie beispielsweise Audi, BMW, Cadillac, Buick, General Motors, Hyundai, Jaguar, Land Rover, Mercedes-Benz, Opel, Porsche, Toyota, Volkswagen und Volvo.

## Grundlagen der Kommunikation
MOST beinhaltet laut Spezifikation nicht nur die Definition des Physical Layers (OSI-Modell) und des Data Link Layers. MOST deckt alle sieben Schichten des ISO-OSI-Modells der Datenkommunikation ab. Einheitliche Schnittstellen vereinfachen die Implementierung des MOST-Protokolls in Multimediageräten.
Für den Anwendungsentwickler stellt sich MOST in erster Linie als eine Protokolldefinition dar. Diese bietet dem Anwender eine einheitliche Schnittstelle (API), um die Gerätefunktionen nutzen zu können.
Die Kommunikationsfunktionalität wird von den MOST Network Services erbracht. Zwischen dem MOST Network Interface Controller, der auf dem Physical Layer aufsetzt und der API (Schicht 7) wickeln die MOST Network Services, bestehend aus den Basic-Layer-System-Services (Schicht 3, 4, 5) und dem Application-Socket (Schicht 6), das MOST-Protokoll ab.

## MOST-Netzwerke
Ein MOST-Netzwerk, in der Regel als Ringtopologie ausgeführt, kann bis zu 64 MOST-Geräte umfassen. Sowohl die Eingliederung als auch das Entfernen eines MOST-Gerätes verursacht aufgrund der Plug-and-Play-Funktionalität keinen großen Aufwand. Es können virtuell auch Sterntopologien oder andere Topologien aufgebaut werden – bei sicherheitskritischen Anwendungen kommen Doppelringe als Redundanzstruktur zum Einsatz. Auch Hubs oder Switches sind möglich, jedoch im Automobil derzeit noch nicht etabliert.
In einem MOST-Netzwerk übernimmt ein MOST-Gerät die Rolle des Timing-Masters, der kontinuierlich MOST-Frames in den Ring einspeist. Die zu Beginn der Übertragung eines MOST-Frames versendete Präambel dient den Timing-Slaves zur Synchronisation.
Über die der synchronen Übertragung zugrunde liegenden Codierung können sich die Timing-Slaves ständig nachsynchronisieren.

### MOST25
Insgesamt steht mit MOST25 zur Übertragung von Streaming- (synchrone Datenübertragung) und Paket-Daten (asynchrone Datenübertragung) eine Datenübertragungsrate von zirka 23 MBaud zur Verfügung. Diese ist in 60 physische Kanäle gegliedert, die vom Anwender in Gruppen zu vier Bytes selektiert und konfiguriert werden können. Zur Allokation (und Deallokation) der physischen Kanäle stellt MOST zahlreiche Dienste und Mechanismen zur Verfügung.
MOST25 unterstützt bis zu 15 unkomprimierte Stereo-Audio-Kanäle in CD-Qualität oder bis zu 15 MPEG-1-Kanäle zur Audio-Video-Übertragung, die jeweils 4 Bytes (also 4 physische Kanäle) benötigen.
Gleichzeitig bietet MOST einen Kanal zur Übertragung von Kontrollbotschaften. Dazu steht bei einer Systemfrequenz von 44,1 kHz eine Datenübertragungsrate von 705,6 kbit/s zur Verfügung – oder mit anderen Worten: Pro Sekunde können 2670 Kontrollbotschaften übertragen werden. Mithilfe der Kontrollbotschaften können MOST-Geräte sowie die synchrone bzw. asynchrone Datenübertragung konfiguriert werden. Die Systemfrequenz ist dabei an den CD-Standard angelehnt. Über den Kontrollkanal können auch Nutzdaten übertragen werden. Aufgrund des Protokolloverheads (bei segmentierter Übertragung sind 11 von 32 Bytes für die Applikation nutzbar) und der Einschränkung, dass ein MOST-Knoten nur ein Drittel der Kontrollkanal-Bandbreite beanspruchen kann, ist die effektive Datenrate zirka 10 kByte/s.

### MOST50
Der MOST50 verdoppelt die Datenübertragungsrate mit 1024 bits pro Frame. Es bleibt bei den aus MOST25 bekannten drei Kanälen, allerdings erhält der Kontrollkanal eine flexible Länge und die Aufteilung zwischen synchronem und asynchronem Kanal lässt sich flexibler gestalten. Für MOST50 gibt es nur Intelligent Network Interface Controller (INIC) für elektrische Übertragung über Unshielded Twisted Pair (UTP).

### MOST150
Der MOST150, der im Oktober 2007 vorgestellt wurde, vergrößert die Frames auf 3072 Bits, dem sechsfachen des MOST25. Neben den drei bekannten Kanälen wurde ein Ethernet-Kanal mit frei einstellbarer Bandbreite sowie die isochrone Übertragung auf dem synchronen Kanal eingeführt. Dies ermöglicht die Übertragung synchroner Daten, die eine andere Frequenz benötigen, als durch die Frame-Rate des MOST vorgegeben ist. MOST150 stellt somit eine physische Schicht für Ethernet im Fahrzeug bereit. Aus übergeordneter Sicht wird MOST150 zum Multiplex-Netzwerk.

## MOST Cooperation
Durch die MOST Cooperation, die 1998 gegründet wurde, ist die MOST-Technologie zum Standard für gegenwärtige und zukünftige Anforderungen in der Multimedia-Vernetzung im Kfz geworden.

## Infrastruktur
Obwohl die MOST Cooperation bereits seit einigen Jahren Spezifikationen zum MOST-Bus veröffentlicht, umfassen diese nicht den Link Layer (z. B. über die Arbitrierungsalgorithmen oder CRC-Polynome), da dieser nicht der Kreuzlizenzierung der MOST Cooperation unterliegt. Bislang sind außer den Chips des MOST-Erfinders SMSC Europe GmbH (ehemals OASIS Silicon Systems AG, heute Microchip Technology) nur Lösungen von Analog Devices und diverse FPGA Cores bekannt. Als Tools sind Geräte der Firmen K2L GmbH, Ruetz System Solutions GmbH, SMSC Europe GmbH (im Mai 2012 von Microchip Technology aufgekauft), Vector Informatik GmbH und Telemotive AG am Markt etabliert.
Im März 2008 gaben SMSC und Harman/Becker bekannt, dass sie den Data Link Layer des MOST anderen Halbleiterherstellern gegen Lizenzgebühren offenlegen.
SMSC und MOST sind eingetragene Warenzeichen der SMSC. Der MOST Cooperation ist die Marke zur kostenlosen Nutzung überlassen.